# Zbigniew Żyszkowski
Zbigniew Marian Żyszkowski (ur. 10 czerwca 1910 w Warszawie, zm. 28 września 1988 we Wrocławiu) – profesor, inżynier elektroakustyk, pracownik naukowy Politechniki Wrocławskiej i twórca tutejszej szkoły elektroakustyki.
Po ukończeniu Gimnazjum im. Adama Mickiewicza rozpoczął studia na Wydziale Elektrycznym Politechniki Warszawskiej, które ukończył w 1934 uzyskując stopień inżyniera elektryka. Po studiach podjął pracę w stołecznych Państwowych Zakładach Tele- i Radiotechnicznych, gdzie do wojny w 1939 zajmował się problemami związanymi z elektroakustyką. Po wybuchu wojny trafił do Anglii; tam od 1942 pracował w Instytucie Łączności Admiralicji Brytyjskiej.
Po powrocie do kraju w 1946 przyjechał do Wrocławia, gdzie podjął pracę jako adiunkt, a później zastępca profesora w Katedrze Teletransmisji Przewodowej (początkowo zwanej Katedrą Techniki Przenoszenia Przewodowego) utworzonej w 1950. W 1954 zostaje profesorem nadzwyczajnym. Od 1958 do 1959 był prorektorem uczelni. Podczas wydarzeń Marca 1968, wraz z innymi profesorami ówczesnego Wydziału Łączności (później przekształconego w Wydział Elektroniki) – Marianem Suskim i Tadeuszem Tomankiewiczem – wziął udział w demonstracjach studenckich. Od 1968 był pierwszym dyrektorem (do 1977) Instytutu Telekomunikacji i Akustyki PWr, gdzie równocześnie (od 1968 do 1976) był kierownikiem Zakładu Elektroakustyki. Do emerytury, na którą przeszedł w 1985, prowadził Seminarium Elektroakustyki. W latach 1964–1981 należał do PZPR.
Członek Komitetu Akustyki Polskiej Akademii Nauk. Spośród licznych publikacji i dziesięciu książek, których był autorem, najważniejsza jest jego monografia "Podstawy elektroakustyki".
W grudniu 2005 sali konferencyjnej Rady Instytutu Telekomunikacji, Teleinformatyki i Akustyki (nr 105, I piętro w budynku C-5 przy ul. Janiszewskiego 7/9) nadano imię prof. Zbigniewa Żyszkowskiego.
W czasach PRL był odznaczony m.in.: Krzyżem Oficerskim i Kawalerskim Orderu Odrodzenia Polski, Złotym Krzyżem Zasługi, Medalem Komisji Edukacji Narodowej i Brązowym Medalem „Za zasługi dla obronności kraju”, tytułem Zasłużonego Nauczyciela.